# Raška (fiume)
La Raška (in serbo Рашка?) è un fiume del sud-ovest della Serbia, sub-affluente della Morava occidentale attraverso l'Ibar e appartiene quindi al grande bacino del Danubio. 

## Geografia
Affluente alla sinistra orografica del fiume Ibar, è lungo 60 chilometri ed ha un bacino di 1 193 km².  Il fiume non è navigabile.

## Corso
La Raška nasce dalla confluenza di numerosi e piccoli corsi d'acqua sotterranei nella zona di Pešter, a sud del Monastero di Sopoćani. La portata di questi corsi d'acqua ha consentito la costruzione della piccola centrale idroelettrica sotterranea di Ras, con una potenza installata di 6 MW.
La Raška dirige il suo corso verso nord, direzione che mantiene lungo tutto il suo percorso. Nel villaggio di Pazarište riceve, alla sua destra orografica, le acque della Sebečevačka reka; tra i villaggi di Dojeviće e Vatevo, riceve alla sua sinistra orografica quelle della  Ljutska reka e a Novi Pazar, la città più importante fra quelle attraversate, alla sua destra quella della Jošanica.
Entra quindi nella regione di Raška, che costituisce la parte orientale di una regione ancor più vasta, la regione di Stari Vlah-Raška (a sud-ovest della Serbia). Il fiume passa presso la chiesa di San Pietro di Ras (Petrova crkva), poi dalle frazioni di Novi Pazar, Banja e Postenje. La parte inferiore del suo corso non è molto densamente popolata, ad eccezione dei villaggi di Požežina e Milatkoviće (appartenenti comunque alla municipalità di Novi Pazar). Infine il fiume raggiunge la città di Raška, nella cui frazione di Supnje sfocia nel fiume Ibar.